# Athenagoras von Athen
Athenagoras von Athen (altgriech. Ἀθηναγόρας Athenagóras) (* in Athen) war ein frühchristlicher Apologet der zweiten Hälfte des 2. Jahrhunderts. Er stammte aus Athen und soll anfangs in seiner Vaterstadt seit seiner Bekehrung zum Christentum (um 160) sowie in Alexandria an der Katechetenschule gelehrt haben.

## Schriften
Zwei Schriften sind überliefert, die traditionell Athenagoras zugeschrieben werden: Supplicatio pro Christianis („Bittschrift für die Christen“), eine an den Kaiser Mark Aurel und dessen Sohn Commodus gerichtete „Apologie des Christentums“, nach 163 (nach anderen Quellen um 177) abgefasst, herausgegeben von Ludwig Paul (Halle 1856), und die Schrift De resurrectione mortuorum („Über die Auferstehung der Toten“), um 180 geschrieben; Gesamtausgabe (zuerst von Henricus Stephanus, Paris 1557) von Johann Karl Theodor von Otto (Jena 1857). Die Zuschreibung der Resurrectio ist strittig, Nikolai Kiel nennt ihren Autor „Pseudo-Athenagoras“. Aus Aufbau und Argumentation zieht Nikolai Kiel den Schluss, dass De resurrectione eine spätere Streitschrift wider Celsus sei.

## Anliegen und Theologie
Unter allen Apologeten ist Athenagoras derjenige, der die christliche Lehre am wenigsten in den Vordergrund rückt. Er verteidigt die Christen durch Berufung auf ihr Leben und ihre Lehre gegen die damals gängigen Beschuldigungen des Atheismus, der Unzucht, des Kindermordes, des Kannibalismus usw. Weiter erklärt er die Unauflöslichkeit der Ehe, das Leben nach dem Tod aus der Sicht der Christen.
In De resurrectione mortuorum befasst sich der Autor unter anderem mit dem damals vieldiskutierten Problem, wie eine leibliche Auferstehung in unversehrter Form möglich sei, wenn jemand von einem wilden Tier gefressen würde oder sonst wie Teile seines Körpers gewaltsam verlöre, und sucht den „Kettennahrungs-Einwand“ zu widerlegen. Er postulierte, dass menschliche Körper und Körperteile durch die Teilhabe am „göttlichen Funken“ nicht vollkommen dem tierischen Körper anverwandelt würden und daher „getrennt“ blieben, um am Tag des Gerichts von Gott wieder ordentlich zusammengefügt zu werden.
Von Athenagoras stammt die älteste bekannte Verwendung des Begriffs „Trias“ (wörtlich „Dreiheit“). Dieses Wort sollte später der übliche griechische Begriff für die spätere Trinitätslehre werden, für Gott den Vater, Jesus Christus und den Heiligen Geist. Wobei bei ihm der Heilige Geist nicht als eine Person, sondern als ein Ausfluss Gottes, ausfließend und zurückkehrend wie ein Sonnenstrahl gedeutet wird.